# Neoperla verna
Neoperla verna är en bäcksländeart som beskrevs av Tohru Uchida 1990. Neoperla verna ingår i släktet Neoperla och familjen jättebäcksländor. Inga underarter finns listade i Catalogue of Life.